# Ejgdeholmen

Ejgdeholmen (på mål: Edhölmen) är en tidigare bebodd ö nordost om Kalvö i Tanums kommun, Bohuslän, Västra Götalands län. Ön ligger mellan Resö och Havstenssund lite drygt 1 km nordväst om Västbacken.
Troligen befolkades Ejgdeholmen tidigt på 1500-talet. Numera är ön bebodd endast sommartid.